# DisplayPort
 DisplayPort  és un estàndard d'interfície de dispositius de visualització digital (aprovat el maig de 2006, la versió actual 1.1 es va aprovar el 2 d'abril de 2007) presentada per l'Associació d'Estàndards Electrònics de Vídeo (VESA). Defineix una nova interconnexió d'àudio/vídeo digital, lliure de llicències i cànons, destinat a ser utilitzat principalment entre un ordinador i el seu monitor d'ordinador, o un ordinador i un sistema de cinema a casa.

## Descripció general
El connector DisplayPort suporta d'1 a 4 parells de dades en un Enllaç Principal que també inclou senyals d'àudio i rellotge, cadascuna amb una relació de transferència d'1,62 o 2,7 gigabits per segon (Gbit/s). La ruta de senyal de vídeo suporta de 6 a 16 bits per canal de color. Un canal auxiliar bidireccional va a una velocitat constant d'1 megabit per segon, i serveix com a gestor de l'Enllaç Principal i dispositiu de control utilitzant estàndards EDIDE VESA i MCCS VESA. El senyal de vídeo no és compatible amb DVI o HDMI, però l'especificació permetrà el pas d'aquests senyals.
DisplayPort suporta un màxim de flux de dades de 10,8 Gbit/s i una resolució WQXGA (2560 × 1600) sobre un cable de 15 metres.
DisplayPort inclou de forma opcional la protecció contra còpia DPCP (DisplayPort Content Protection) d'AMD que fa servir un xifrat AES de 128-bit, amb xifrats criptogràfics actuals. També inclou l'autenticació completa i l'establiment de sessió clau (cada sessió de xifrat és independent). Hi ha un sistema de revocació independent. Aquesta porció de l'estàndard està subjecte de manera separada. També afegeix suport per verificar la proximitat del receptor i el transmissor, una tècnica creada per assegurar que els usuaris no estan saltant-se el sistema de protecció de continguts per enviar dades a usuaris remots no autoritzats.
DisplayPort és un competidor del connector HDMI (amb protecció anti-còpia HDCP), la connexió digital de fet per a dispositius electrònics de consum d'alta definició. Un altre competidor és Unified Display Interface, una alternativa de baix cost a HDMI i DVI. No obstant això, el líder de UDI, Intel, ha aturat el desenvolupament d'aquesta tecnologia i ara dona suport DisplayPort.
En la versió 1.1 es va afegir el suport de protecció de contingut HDCP i el suport per a cables de fibra òptica com a alternativa al coure, permetent un abast molt més gran entre la font i el dispositiu de visualització sense degradació de la imatge. La revisió 2.0 està prevista per a una versió futura.
Abans de ser adquirit per AMD, un dels seus promotors, ATI va informar que esperaven productes DisplayPort a principis del 2007. La fusió d'AMD/ATI, completada el juliol de 2006, podria haver posposat una mica la disponibilitat dels productes DisplayPort, però sembla que encara que AMD ha decidit fer servir DisplayPort com el port estàndard per a la seva plataforma de processadors Fusion, i per a futures plataformes mòbils després de 2008 tal com AMD anunciar que introduirien els seus primers productes DisplayPort a finals de 2007 com a part de les seves properes plataformes a incorporar en desembre 15 2006.
El 25 de juliol de 2007, a la Jornada d'Anàlisi de Tecnologies d'AMD 2007, AMD va renovar el seu compromís per promoure DisplayPort amb els nous RS780 i les futures targetes gràfiques RV670.
Genesis Microchip també va anunciar que productes amb DisplayPort seran llançats el 2007, com va fer Samsung. Un monitor conceptual que implementa DisplayPort va ser mostrat per Dell al començament de maig de 2007.

## Suports
Hi ha moltes companyies que han dit suportar DisplayPort:
Luxtera, AMD, Intel, Dell, Genesis Microchip, Hewlett-Packard, Lenovo, Molex, NVIDIA, Philips, Apple, Samsung, Parade Technologies, Analogix, Quantum Data, and Tyco Electronics.

## Proves de compliment
VESA ha seleccionat 4 organitzacions internacionalment conegudes - allione Test Lab, Inc, Contech Research, ETC, i NTS per a proves de compliment de l'estàndard emergent DisplayPort. El setembre de 2007, la versió 1.0 dels estàndards per a la capa PHY i la capa d'enllaç per a les proves de compliment han estat realitzades i allotjades en el lloc web de VESA per a descàrrega del públic.
Especificacions tècniques
- Enllaç de canal endavant de 10,2 Gbit/s suporta monitors d'alta resolució, 2560 × 1600, amb cable simple  !
- Codificació 8B/10B Per a transmissió de dades.
- Estàndard obert i extensible per ajudar a una àmplia adopció.
- Suporta profunditats de color de 6, 8, 10, 12 i 16 bits per component.
- Amplada de banda complet per a cables de 3 metres.
- Amplada de banda reduïda, 1080p, per a cables de 15 metres.
- El connector de DisplayPort assisteix als cecs en connectar-lo per tacte.
- Suporta la protecció de contingut de DisplayPort (DPCP) amb 128-bit AES, i suporta Protecció de Contingut Digital d'Amplada de Banda Elevada (HDCP) versió 1.1 en endavant.
- Suporta connexions internes i externes perquè així un estàndard pugui ser utilitzat pels fabricants d'ordinadors i així reduir costos.[8]